# باشگاه فوتبال دالاس
اف‌سی دالاس (به انگلیسی: FC Dallas) یک تیم فوتبال در شهر دالاس در آمریکا است که در لیگ برتر فوتبال آمریکا (ام اس ال) بازی می‌کند.

## ورزشگاه
- ورزشگاه تویوتا (تگزاس)